# Theillement
Theillement település Franciaországban, Eure megyében. Lakosainak száma 426 fő (2018. január 1.). Theillement Bosc-Renoult-en-Roumois községgel határos.

## Népesség
A település népessége az elmúlt években az alábbi módon változott:
| Lakosok száma | 200  | 234  | 307  | 316  | 306  | 392  | 408  | 415  | 424  | 426  |
|               | 1968 | 1975 | 1982 | 1990 | 1999 | 2011 | 2013 | 2015 | 2017 | 2018 |